# Sittlichkeit
Sittlichkeit ist ein Begriff der Ethik, dessen theoretische Begründung entscheidend im deutschen Idealismus (Kant, Fichte, Schelling, Hegel) erfolgt ist. Ungeachtet ihrer jeweils unterschiedlichen theoretischen Begründung der Sittengesetze haben diese Autoren unter „Sittlichkeit“ die vom Individuum in freier Entscheidung gewählte Übereinstimmung des Denkens und Handelns mit dem Sittengesetz verstanden.
Der Begriff der Sittlichkeit ist von dem der Moralität insofern abzugrenzen, als die hier genannten Philosophen ihn mit speziellen Implikationen ausgestattet haben, die sich aus dem Kontext ihrer jeweiligen Ideensysteme ergeben. Der Begriff der Sittlichkeit gilt darum auch als nicht in andere Sprachen übersetzbar.
Von der fachsprachlichen (philosophischen) Verwendung des Wortes ist der allgemeinsprachliche Gebrauch zu unterscheiden. Dort bezeichnet Sittlichkeit, ähnlich wie Anstand, Einhaltung der Regeln der Moral. Über die juristische Fachsprache, in der das Wort seit der ersten Hälfte des 19. Jahrhunderts und bis ins späte 20. Jahrhundert als Euphemismus für ein tadelloses Sexualverhalten verwendet wurde, hat es sich gemeinsprachlich mit seinen Konnotationen zum Teil der Bedeutung von Keuschheit angenähert, also einem sexuellen Verhalten, das unauffällig bleibt, geschweige denn Anstoß erregt.

## Wort- und Begriffsgeschichte

### Etymologie
Das Substantiv Sittlichkeit erscheint, zunächst in den Formen sitlicheit, sedelicheit, erstmals am Anfang des 16. Jahrhunderts, wo es deutsch für lat. moralitas steht. Das zugrundeliegende Adjektiv sittlich ist deutlich älter und bereits im Althochdeutschen (situlīh) nachweisbar; es ist seinerseits vom Substantiv Sitte abgeleitet, das zum gemeingermanischen Erbwortschatz zählt (*sedu-, Maskulinum) und sich ähnlich etwa auch im Niederländischen (zede) und im Schwedischen (sed) findet. Adelung definiert im 18. Jahrhundert:

„Die Sittlichkeit, plur. inusit. die Eigenschaft einer Sache, da sie sich auf das freye Verhalten der Menschen beziehet, in demselben gegründet ist. Essen und Trinken an und für sich betrachtet hat keine Sittlichkeit, weil es zu Befriedigung eines physischen Bedürfnisses geschiehet. Die Sittengesetze enthalten den Grund der Sittlichkeit bey allen übrigen Gesetzen. Was mit und nach eigener Wahl geschiehet, ist mit einer Sittlichkeit und Zurechnung verbunden.“

Jacob und Wilhelm Grimm unterscheiden in ihrem Deutschen Wörterbuch (seit 1852) dann vier verschiedene Bedeutungen: 1. (wie Adelung:) „moralische beschaffenheit, bedeutung für die dem handeln entsprechende innre art“; 2. „wolanständigkeit, sittsamkeit, modestia, moderatezza, placidezza“; 3. „moralische vortrefflichkeit, übereinstimmung mit den sittengesetzen“; 4. (nur „bisweilen“:) „sexuelle wolanständigkeit oder moralität“. Auch beim Adjektiv „sittlich“ waren die Brüder Grimm frühe Protokollanten einer Bedeutungsveränderung gewesen:

„bisweilen findet in neuster zeit bei der beziehung des worts auf das moralische in indifferentem sinne eine eigenthümliche beschränkung auf das sexuelle statt, in wendungen wie: die sittlichen verhältnisse auf dem lande lassen viel zu wünschen übrig.“

### Deutscher Idealismus
Um eine logische Rechtfertigung der Sittlichkeit haben sich im ausgehenden 18. Jahrhundert die Vertreter des deutschen Idealismus bemüht, darunter am prominentesten Kant, der unter Sittlichkeit die „Beschaffenheit der Gesinnung, des Willens selbst“ versteht. In der Grundlegung zur Metaphysik der Sitten (1785), in dem er das Konzept des kategorischen Imperativs entwickelt, hat Kant diesen als den Imperativ der Sittlichkeit bezeichnet.
Sittliches Betragen ist für Kant jener Zustand, der durch die Befolgung der Prinzipien der praktischen Vernunft erreicht wird. Das grundlegend Neue seiner Überlegungen zur Ethik bestand darin, dass Kant die Willkür des Individuums an eine vernunftgeleitete Selbstgesetzgebung binden wollte, woraus er den Begriff von moralischen Geboten ableitete, die Anspruch auf unbedingte Befolgung erheben.
Friedrich Schiller (Über die ästhetische Erziehung des Menschen, 1795) folgte Kant bis zu einem gewissen Punkt, bestimmte die praktische Vernunft aber so, dass sie in der Sittlichkeit nicht vollständig aufgeht, die Sittlichkeit vielmehr nur eine ihrer Äußerungsformen ist. Ebenso wie wenig später auch Johann Gottlieb Fichte (System der Sittenlehre nach den Prinzipien der Wissenschaftslehre, 1798) interessierte Schiller sich vor allem für das komplexe Verhältnis von Sittlichkeit und Natur.
Mit Stellungnahmen wie „Nicht ein abhängiges, sondern ein in der Gesetzmäßigkeit zugleich freyes Leben zu leben ist absolute Sittlichkeit.“ setzte Friedrich Wilhelm Schelling (System des transzendentalen Idealismus, 1800; Philosophie und Religion, 1804) den idealistischen Diskurs fort, gab ihm zugleich aber eine neue Wendung, indem er Sittlichkeit als ein bewusstes Zurückstreben in die Einheit mit Gott konzipierte.
Über Kant und Fichte ging Schelling weit hinaus, indem ihm gar nicht mehr daran gelegen war, in praktischer Absicht eine traditionelle Moralphilosophie, eine Lehre des sinnvollen Handelns nach wohlbestimmten und bestimmbaren Kriterien, aufzustellen. Viel mehr interessierte es ihn, die Bedingungen der Möglichkeit von Sittlichkeit zu untersuchen. Er wollte „nicht etwa eine Moral-Philosophie, sondern vielmehr die transcendentale Deduktion der Denkbarkeit und der Erklärbarkeit der moralischen Begriffe überhaupt“ aufstellen.
Ebenso zentral wie bei Kant ist der Begriff der Sittlichkeit bei Hegel. Dessen 1802/1803 publizierte Fichte-Kritik System der Sittlichkeit stellt in der Genese des Hegelschen Denkens die erste erhaltene Ausarbeitung eines Systems der Philosophie des Geistes dar. Indem er Schellings Überlegungen auf die Spitze trieb, entwickelte Hegel die Idee einer absoluten Sittlichkeit, eines gesellschaftlichen Erzeugnisses, dessen Lebendigkeit er wissenschaftlich beschreiben wollte.
Während Kant die Moral aufklärerisch verabsolutiert hatte, bezog Hegel auch die geschichtliche Perspektive ein. Er schied Sittlichkeit explizit von Moral und fasste sie als das individuelle Normensystem einer ganz konkreten Gesellschaft. Wie Kant wollte Hegel eine Freiheit, die sich ihre Gesetze aus Vernunft gibt; anders als Kant erschien ihm ein abstraktes Sollen, das sich den bewährten Gewohnheiten (ohnmächtig) entgegenstellt, aber unrealistisch.

### Vormärz
Wichtige neue Impulse erhielt der kulturelle Diskurs um die Sittlichkeit im Vormärz. Wie Karl-Heinz Ilting aufgewiesen hat, war das von den Idealisten, besonders von Hegel, geprägte Sittlichkeitskonzept auch in dieser Zeit in Deutschland noch überaus gegenwärtig. Im Werk von Friedrich Julius Stahl, dem einflussreichsten Konservativen des Vormärz (Die Philosophie des Rechts nach geschichtlicher Ansicht, 1830–1837) hat das Thema der Sittlichkeit eine zentrale Rolle gespielt. Stahl begründet die Sittlichkeit über den christlichen Glauben an Gott, unterscheidet sie aber insofern von der Religion, indem er die Sittlichkeit als „die Vollendung des Menschen in ihm selbst“ definiert.
Auch Carl Theodor Welcker – Koautor des Staatslexikons (1834), eines der meistgelesenen Werke des deutschen Liberalismus – hat den Begriff ins Zentrum seiner politischen Überlegungen gestellt. Er hielt die Sittlichkeit, neben Bildung und Religion, für eine der Grundlagen des Staatswesens.

„Als unmittelbares Princip des Rechtsstaates, mithin als vorzugsweise wichtig, scheint die Sittlichkeit in der besonderen Form und Richtung der freien sittlichen Achtung der eigenen und der fremden persönlichen Selbstständigkeit, Würde, Ehre und der Treue und der auf sie gegründeten heiligen Achtung des Rechtsgesetzes. Hierauf ruht der ganz Rechts- und Staatsverein, mithin auch seine Erhaltung. […] Hiernach sind es besonders die Tugenden der Ehr- und der Freiheitsliebe, die strenge Achtung des Rechts oder die Gesetzlichkeit und Treue, für deren Erhaltung die Regierung des Rechtsstaates zu wachen hat.“

Ein dritter wichtiger Autor des Vormärz, in dessen Werk der Sittlichkeitsbegriff eine wesentliche Rolle einnimmt, war der Frühsozialist Wilhelm Weitling (Garantien der Harmonie und Freiheit, 1842). Weitling, der als Autodidakt Hegel nicht direkt rezipiert hatte, hielt die „alten“ Sitten für ein Instrument, mit dem die Besitzenden die Ausgebeuteten gefügig halten, und plädierte für ihre ersatzlose Abschaffung:

„Unsere eingefleischten alten Sitten sind also die festeste Stütze des heutigen Systems der Ungleichheit, der Tyrannei und der Unterdrückung. Um diese Sitten zu verbessern, müssen wir sie zerstören.“

### Rechtssprachliche Verwendung
Der Terminus „Sittlichkeit“ hat, ebenso wie andere Ableitungen vom Grundwort „Sitte“ (etwa Gute Sitten, Sittenwidrigkeit) im deutschen Sprachraum verschiedene Anwendungen auch im juristischen – insbesondere im strafrechtlichen – Sprachgebrauch gefunden. So ist der Ausdruck „Sittlichkeit“ seit der ersten Hälfte des 19. Jahrhunderts und bis ins späte 20. Jahrhundert – in Österreich sogar bis 2004 – in juristischen Kontexten vorrangig als Bezeichnung für einwandfreies sexuelles Verhalten gebraucht worden; heute wird eine solche Verwendung als veraltet und obsolet empfunden. Zu ersten Gesetzestexten, in denen mit dem Wort „Sittlichkeit“ spezifisch und ausschließlich sexuelle Sachverhalte bezeichnet wurden, zählte das 1814 in Kraft getretene Strafgesetzbuch für die Herzoglich Holstein-Oldenburgischen Lande.
Das Kompositum „Sittlichkeitsverbrechen“ lässt sich im Deutschen als Synonym für Sexualstraftat seit mindestens 1853 nachweisen.

#### Sexualstrafrecht

##### Deutschland
Im 1794 erlassenen Allgemeinen Landrecht für die Preußischen Staaten (PrALR) waren die Sexualstrafbestände im 12. Abschnitt (§§992–1072) unter dem Titel „Von fleischlichen Verbrechen“ zusammengefasst gewesen. Dieser Sprachgebrauch änderte sich mit dem Inkrafttreten des Strafgesetzbuches für die Preußischen Staaten (PStGB, 1851).
Die entsprechenden Tatbestände waren darin im 12. Teil (§§139–151) beschrieben, der nun den Titel „Verbrechen und Vergehen wider die Sittlichkeit“ trug. Im nachfolgenden Gesetzeswerk, dem 1871 erlassenen und 1872 in Kraft getretenen Strafgesetzbuch für das Deutsche Reich wurde dieser Titel (Abschnitt 13, §§171–184) in veränderter Form übernommen. Eine „Sittenpolizei“ erscheint im Deutschen Reich erstmals in den 1880er Jahren, und zwar als Abteilung innerhalb des Berliner Polizeipräsidiums. Ihre Aufgabe bestand zunächst vor allem in der Überwachung der lokalen Prostitution, die damals als ein Hauptfaktor der Ausbreitung sexuell übertragbarer Krankheiten, besonders der Syphilis, eingeschätzt wurde.
Eines der ersten Gesetzbücher im deutschen Sprachraum, in denen Formulierungen wie „Vergehen wider die Sittlichkeit“ spezifisch zur Bezeichnung von Sexualdelikten verwendet wurden, war das 1814 in Kraft getretene Strafgesetzbuch für die Herzoglich Holstein-Oldenburgischen Lande. Andere folgten, darunter die Strafgesetzbücher für Württemberg (1839), Sachsen-Weimar-Eisenach (1839), Baden (1845/1851), Braunschweig (1840), Sachsen-Meiningen (1844), Schwarzburg-Sondershausen (1845), Sachsen-Weimar-Eisenach (1850), Sachsen (1855/1856) und Oldenburg (1858).
In anderen zeitgenössischen Gesetzeswerken wurden entsprechende Tatbestände vereinzelt unter anderen Titeln geführt, beispielsweise als „Unzucht“, wie im Allgemeinen Kriminalgesetzbuch für das Königreich Hannover (1840) und im Strafgesetzbuch für das Grossherzogtum Hessen (1841). Noch im Strafgesetz für das Königreich Baiern von 1813 waren Sexualdelikte überhaupt nicht zusammengefasst, sondern in unterschiedlichen Abschnitten dezentral dargestellt worden, teils als „Beschädigungen und Misshandlungen an der Person“, teils als „Beeinträchtigung fremder Rechte durch Betrug“, teils als „Vergehen an der Person“ und teils als „Beeinträchtigung fremder Rechte durch Untreue“.
Nach der Gründung der Bundesrepublik Deutschland (1949) galt das Reichsstrafgesetzbuch als „Strafgesetzbuch“ (StGB) in leicht veränderter Form weiter, einschließlich seines mit dem Titel „Verbrechen und Vergehen wider die Sittlichkeit“ überschriebenen dreizehnten Abschnitts. Im Zuge der Großen Strafrechtsreform des Jahres 1973 wurde der Abschnitt in „Straftaten gegen die sexuelle Selbstbestimmung“ umbenannt.
Die Reform führte zur Einschränkung einiger Tatbestände des Sexualstrafrechts, u. a. des § 175 und der Kuppelei, die Strafbarkeit des Ehebruchs wurde bereits 1969 abgeschafft.
Die DDR führte 1968 ein eigenes Strafgesetzbuch ein, das Strafgesetzbuch der Deutschen Demokratischen Republik. Sexualdelikte wurden darin nicht als geschlossene Gruppe, sondern teils als „Straftaten gegen Freiheit und Würde des Menschen“ (z. B. Vergewaltigung, Förderung der Prostitution, Verbreitung pornografischer Schriften), teils als „Straftaten gegen Jugend und Familie“ (Verbreitung von Schund- und Schmutzerzeugnissen, sexueller Missbrauch von Kindern) eingestuft.

##### Österreich
Im Josephinischen Strafgesetz von 1787 waren die Sexualdelikte in unterschiedlichen Abschnitten geführt worden, so im ersten Teil etwa die „Notzucht“ (Vergewaltigung) im 5. Kapitel „Von den Criminal-Verbrechen, welche auf die Ehre und die Freyheit unmittelbare Beziehung haben“, oder die Bigamie im 6. Kapitel „Von Criminal-Verbrechen, welche auf Vermögen und Rechte Beziehung haben“. Im zweiten Teil trägt das 5. Kapitel den Titel „Von den Verbrechen, die zum Verderbnisse der Sitten führen“. Neben einer ganzen Bandbreite von anderen Tatbeständen umfasst es auch eine große Gruppe von Sexualdelikten, wie etwa Exhibitionismus, Belästigung, sexuelle Handlungen mit Angehörigen des eigenen Geschlechts oder mit Tieren, Kuppelei, Prostitution und Verbreitung von Pornografie.
Dezentral wurden die Sexualstraftatbestände auch im 1803 in Kraft getretenen Gesetzbuch über Verbrechen und schwere Polizei-Übertretungen behandelt. So haben die „Notzucht“ (Vergewaltigung) und die Bigamie mit dem 15. bzw. 25. Hauptstück des ersten Teils jeweils eigene Kapitel. Erst im 13. Hauptstück des zweiten Teils werden unter dem Titel „Von schweren Polizei-Übertretungen, gegen die öffentliche Sittlichkeit“ neben Tatbeständen wie Bettelei, Glücksspiel und Trunkenheit auch verschiedene Sexualdelikte behandelt, darunter etwa Inzest, Ehebruch, Verführung, Prostitution und Kuppelei. Im nachfolgenden Strafgesetz von 1852 trug das 13. Hauptstück (§§500–525) den Titel „Von Vergehen und Uebertretungen gegen die öffentliche Sittlichkeit“. Auch hier waren außer Sexualdelikten auch die Tatbestände des Bettelns, des Glücksspiels und der Trunkenheit eingeordnet.
Ein Abschnitt „Strafbare Handlungen gegen die Sittlichkeit“ (10. Abschnitt, §§201–221) erschien im österreichischen Strafgesetzbuch noch in der Fassung von 1974. Dieser Abschnitt enthielt inzwischen ausschließlich Sexualdelikte, wobei einige Tatbestände, die in Deutschland als Sexualverstöße eingestuft worden waren, in Österreich anders zugeordnet wurden (z. B. der Ehebruch, der dort im Abschnitt 9, als „strafbare Handlung gegen Ehe und Familie“, behandelt wird).
Seit 2004 trägt der 10. Abschnitt den Titel „Strafbare Handlungen gegen die sexuelle Integrität und Selbstbestimmung“.

##### Schweiz
In der Schweiz existiert ein landesweit einheitliches Strafrecht erst seit 1942. Das im Jahre 1937 geschriebene Schweizerische Strafgesetzbuch (StGB) enthielt zunächst einen 5. Titel „Strafbare Handlungen gegen die Sittlichkeit“ (Artikel 187–212), in dem ausschließlich Sexualdelikte behandelt waren. Im nachfolgenden 6. Titel „Verbrechen und Vergehen gegen die Familie“ waren u. a. Inzest, Ehebruch und Bigamie, aber z. B. auch Verletzungen der Erziehungspflicht geregelt. An die Stelle des Titels „Strafbare Handlungen gegen die Sittlichkeit“ trat 1992 der Wortlaut „Strafbare Handlungen gegen die sexuelle Integrität“.

#### Sittlichkeit im weiteren Sinne
1952 betonte Staatsanwalt Fritz Bauer im Remer-Prozess, dass eine eidliche Verpflichtung auf unbedingten Gehorsam gegenüber einer Person unsittlich und auch nach nationalsozialistischem Recht ungesetzlich und damit ungültig gewesen sei. Zudem betonte er: „Ein Unrechtsstaat, der täglich Zehntausende Morde begeht, berechtigt jedermann zur Notwehr.“ Das Urteil in diesem Prozess rehabilitierte die Attentäter vom 20. Juli 1944.